# Tetraophasis
Genre
Tetraophasis est un genre d'oiseaux de la famille des Phasianidae.

## Liste d'espèces
Selon la classification de référence du Congrès ornithologique international (version 2.7, 2010) :
- Tetraophasis obscurus (J. Verreaux, 1869) — Tétraophase de Verreaux
- Tetraophasis szechenyii Madarász, 1885 — Tétraophase de Szecheny

## Répartition
Ces espèces se rencontrent en Inde et en Chine.